# El hombre que hizo el milagro
El hombre que hizo el milagro es una película de Argentina dirigida por Luis Sandrini según el guion de Emilio Villalba Welsh y Ariel Cortazzo sobre el tema de Paulino Masip que se estrenó el 3 de julio de 1958 y que tuvo como protagonistas a Luis Sandrini, Nelly Panizza y Diana Ingro.

## Reparto
- Luis Sandrini................Inocencio
- Nelly Panizza
- Diana Ingro
- Andrés Laszlo
- Aurelia Ferrer
- Vicente Ariño
- Lalo Malcolm.................Don Porfirio
- Norma Nor
- Warly Ceriani
- Armando Lopardo
- Sergio Malbrán
- Luis Delucia
- Osvaldo Bruzzi
- Rodolfo Ranni
- Domingo Garibotto
- Jaime Walfish
- Rafael Chumbita
- Juan C. Dorrego
- Ramon Guitart
- Sara De Blanco
- Jorge Villoldo
- Mario Savino
- Rafael Diserio
- Aída Villadeamigo
- Camilo Asis
- Dolly Bioletti